# Dzoragyugh
Dzoragyugh (en arménien Ձորագյուղ) est une communauté rurale du marz de Gegharkunik, en Arménie. Elle compte 4 823 habitants en 2008.